# 7th Illinois Infantry
Le 7th Regiment Illinois Volunteer Infantry (3 ans) est un régiment d'infanterie qui sert dans l'armée de l'Union pendant la guerre de Sécession.

## Service
La 7th Illinois Infantry entre en service à Cairo, dans l'Illinois, le 25 avril 1861 à partir des hommes du 7th Illinois Volunteer Infantry Regiment (3 mois). Le régiment sert lors de la bataille de Fort Donelson, la bataille de Shiloh, la bataille d'Allatoona, la marche vers la mer et la campagne des Carolines.
Le régiment quitte le service le 9 juillet 1865.

## Force et pertes totales
Le régiment perd 8 officiers et 81 soldats morts au combat ou morts des suites de leurs blessures et 3 officiers et 174 soldats morts de la maladie, pour un total de 266 décès.

## Commandants
- Le colonel John Cook - promu brigadier général le 21 mars 1862.
- Le colonel Andrew J. Babcock - démissionne en février 1865.
- Le colonel Richard Rowett, quitte le service avec régiment[2]